# 乔舒亚·希克斯
乔舒亚·希克斯（英語：Joshua Hicks，1991年4月29日—），澳大利亚男子赛艇运动员。他曾代表澳大利亚参加世界赛艇锦标赛，获得二枚金牌和一枚铜牌。他也曾参加2020年夏季奥运会。